# テンパリスト☆ベイビーズ
『テンパリスト☆ベイビーズ』は、東村アキコとサンボチョップ(IKKAN)による日本の漫画作品。
『スーパージャンプ』（集英社）2007年21号から2008年10号及び、『Oh スーパージャンプ』（同）2008年APRILに連載された、「高円寺チェリーボーイズ」を改題した作品。
単行本化に当たり、作者が『コーラス』で連載していた育児エッセイ漫画「ママはテンパリスト」の人気に乗っかってしまえ、という編集者の提案で改題された。単行本は、デザインも判型も全て「ママはテンパリスト」と揃えてある。
連載中は、作者の元夫であり主人公・ごっちゃんの父であるIKKANがサンボ・チョップの名で原作者として名を連ねていたが、単行本には東村1人の名前しか表記されていない。
本作にもごっちゃんが登場するが、本作は保育園を舞台にしたフィクションである。

## 登場人物
ごうた
愛称はごっちゃん。6ヵ月。両親・祖父母に甘やかされ、世界は自分を中心に回っていると思い込んでいた。区立保育園へ入り、世の厳しさを知る。ブッコロリが大嫌い。母・リコは杉並区きっての美女と評判で、花屋で働いている。モデルは作者の愛息・ごっちゃん。
まりこ
1歳6カ月。母親が経営するスナック「まりこの部屋」のNO.1ホステス。母は「高円寺の聖母マリア」と呼ばれる美人。メニューには「まりこのミルク（6000円）」があり、店の売上げアップに貢献している。
ケンさん
角刈りで寡黙、渋い雰囲気を醸し出している。モデルは高倉健。ごっちゃんより2ヵ月年上。
父親は築地の鮨屋「京風江戸前寿司“ファンタジィ”」の板前だが、不器用すぎて寿司は握れない。店名の由来は先代（ケンの祖父）が「ファンタばかり飲むジジィ」だったため。
竜（りゅう）
四六時中だっこされていないと泣いてしまうため、愛称は「哭きの竜」。母親は女流麻雀プロ。「ポ〜ン、チ〜、カ〜ン、ロ〜ン」などと泣く。モデルは峰竜太。
田中 くみえ（たなか くみえ）
ひまわり組一のエコロジスト。両親が「北の国から」マニアで、「じゅ…じゅん〜」が口癖。モデルは田中邦衛。
シゲ子（しげこ）
保育園のベテラン保母さん。
モカ
ごっちゃんの家の隣に引っ越してきた小学生の女の子。

## 単行本
集英社愛蔵版コミックスより
- 2009年6月19日発売、ISBN 978-4-08-782239-7